# Selfie (singolo)
#Selfie è un singolo novelty del gruppo musicale statunitense The Chainsmokers, pubblicato nel 2014.

## Video musicale
La protagonista del videoclip della canzone è Lindsey Diane; nel video appaiono tra gli altri Steve Aoki, Snoop Dogg, David Hasselhoff, A-Trak, Dart Fener e Ian Somerhalder.

## Tracce
Download digitale
1. #Selfie – 3:03

CD singolo (Europa)
1. #Selfie (Original Mix) – 3:04
2. #Selfie (Club Mix) – 4:01